# Holloman AFB (Novo México)
Holloman AFB é uma Região censo-designada localizada no estado americano de Novo México, no Condado de Otero.

## Demografia
Segundo o censo americano de 2000, a sua população era de 2076 habitantes.

## Geografia
De acordo com o United States Census Bureau tem uma área de
32,8 km², dos quais 32,4 km² cobertos por terra e 0,4 km² cobertos por água.

## Localidades na vizinhança
O diagrama seguinte representa as localidades num raio de 36 km ao redor de Holloman AFB.